# FK Spartak-MJK Riazan
Ne doit pas être confondu avec FK Riazan (1995), FK Riazan (2010) ou FK Spartak Riazan.
Maillots
Le Spartak-MJK Riazan (russe : «Спартак-МЖК» Рязань) est un club russe de football basé à Riazan ayant existé de 2004 à 2007.
Fondé par le président de la société MJK, il intègre la quatrième division en 2004, où il finit premier de son groupe dès sa première année. Il est par la suite promu de la troisième division deux ans plus tard et découvre la deuxième division lors de la saison 2007. Cependant après un début de saison compliqué et une succession de complications financières, le club disparaît au mois d'août 2007.
Il évoluait au stade CSK de Riazan, qui pouvait alors abriter jusqu'à 27 000 personnes.

## Histoire
Le club est fondé en 2004 par Ievgueni Malioutine, président de la société d'habitation Mervinski (russe : Мервинский жилищный концерн, Mervinski jilchtchny kontsern, abrégé « MJK » (« МЖК »)) dont les initiales sont incluses dans le nom de la nouvelle équipe, qui s'appelle alors simplement MJK Riazan. Pour sa première année d'existence, le club est intégré au groupe Anneau d'or de la quatrième division dont il termine champion, lui permettant d'être promu en troisième division.
Renommé Spartak-MJK pour ses débuts au troisième échelon en 2005, le club est assigné au groupe Centre et termine sixième à l'issue de la saison tandis que les dirigeants fixent l'objectif d'une promotion en deuxième division pour la saison suivante. Après un début de saison 2006 passable qui voit le renvoi de l'entraîneur Leonid Nazarenko, les performances de l'équipe s'améliorent nettement lors de la deuxième partie de saison, avec l'arrivée sur le banc de Ilya Tsymbalar et de plusieurs joueurs d'expérience tels que Viktor Voronkov et Denis Kliouïev, qui lui permettent de terminer finalement première du groupe et d'intégrer la deuxième division trois ans après sa formation.
La promotion au deuxième échelon s'accompagne cependant de doutes importants sur le financement du club pour ce niveau. C'est dans ce climat d'incertitude que Tsymbalar quitte son poste durant la pré-saison 2007 avant que les autorités n'acceptent finalement de financer partiellement l'équipe pour la saison tandis que Sergueï Tachouïev est engagé au poste d'entraîneur. Les rouge et blancs démarrent cependant très mal la saison, renvoyant Tachouïev dès le mois d'avril et se classant à la dernière place à l'issue de la phase aller avec seulement une victoire en vingt-et-un matchs. Les soucis financiers se multiplient au cours de la saison et l'équipe est finalement forcée de se retirer de la compétition durant le mois de juillet 2007 avant d'être dissoute dans la foulée,.

## Bilan par saison
| Saison | Championnat    | Championnat | Championnat | Championnat | Championnat | Championnat | Championnat | Championnat | Championnat | Championnat | Coupe de Russie |
| Saison | Division       | Pos         | Pts         | J           | V           | N           | D           | BP          | BC          | Diff        | Coupe de Russie |
| ------ | -------------- | ----------- | ----------- | ----------- | ----------- | ----------- | ----------- | ----------- | ----------- | ----------- | --------------- |
| 2004   | 4e Anneau d'or | 1er         | 64          | 28          | 20          | 4           | 4           | 59          | 21          | +38         | —               |
| 2005   | 3e Centre      | 6e          | 53          | 34          | 15          | 8           | 11          | 45          | 41          | +4          | —               |
| 2006   | 3e Centre      | 1er         | 78          | 30          | 25          | 3           | 6           | 70          | 36          | +34         | Deuxième tour   |
| 2007   | 2e             | 22e         | 7           | 42          | 1           | 4           | 37          | 21          | 122         | -101        | Quatrième tour  |

Légende
- Promotion en division supérieure
- Relégation en division inférieure

## Personnalités du club

### Entraîneurs
Le premier entraîneur connu du club est l'ancien international soviétique Leonid Nazarenko, qui prend en main l'équipe durant la mi-saison 2005 et l'amène à une sixième place en championnat. Son mauvais début de saison 2006 lui est cependant fatal et il est remplacé en juin 2006 par Ilya Tsymbalar, ancien international ukrainien puis russe, qui parvient faire terminer l'équipe à la première place du groupe Centre de la troisième division et lui assure la promotion au deuxième échelon. Il quitte cependant le club au mois de décembre suivant alors que son financement est incertain. Son remplaçant est Sergueï Tachouïev qui n'entraîne que quatre matchs avant d'être renvoyé en avril 2007. Après une période d'intérim sous Guela Prichvine, Iouri Bykov est le dernier entraîneur du club, qu'il reprend au début du mois de juin avant de le quitter avec le reste du personnel durant le mois de juillet.
| Entraîneur        | Période                 |
| ----------------- | ----------------------- |
| Leonid Nazarenko  | juillet 2005-juin 2006  |
| Ilya Tsymbalar    | juin 2006-décembre 2006 |
| Sergueï Tachouïev | janvier 2007-avril 2007 |
| Guela Prichvine   | avril 2007-mai 2007     |
| Iouri Bykov       | juin 2007-juillet 2007  |

### Joueurs emblématiques
Ces statistiques ne prennent en compte que les saisons professionnelles du club entre 2005 et 2007.
| # | Nom                 | Période   | Matchs |
| - | ------------------- | --------- | ------ |
| 1 | Konstantin Sineokov | 2005-2007 | 77     |
| 2 | Evgueni Diatchkov   | 2005-2007 | 74     |
| 3 | Artour Kouloumbegov | 2005-2007 | 64     |
| 4 | Alekseï Danilenko   | 2005-2006 | 51     |
| 5 | Aleksandr Pomazoune | 2005-2007 | 50     |

| # | Nom                 | Période   | Buts |
| - | ------------------- | --------- | ---- |
| 1 | Artour Kouloumbegov | 2005-2007 | 14   |
| 1 | Vladislav Maïorov   | 2006-2007 | 14   |
| 3 | Konstantin Sineokov | 2005-2007 | 10   |
| 3 | Iouri Fiodorov      | 2005      | 10   |
| 5 | Nikolaï Tiounine    | 2006-2007 | 8    |